# Coenosia conforma
Coenosia conforma är en tvåvingeart som beskrevs av Huckett 1934. Coenosia conforma ingår i släktet Coenosia och familjen husflugor. Inga underarter finns listade i Catalogue of Life.